# U.S.O. Calcio
Unione Sportiva Oratorio Calcio là một câu lạc bộ bóng đá Ý đại diện cho Lombardian thị trấn của Calcio, Lombardy.

## Lịch sử

### Nền tảng
Câu lạc bộ được thành lập vào năm 1978 với tên Unione Sportiva Oratorio Calcio, (còn được gọi là USO Calcio) tại thị trấn Calcio.

### U.S. Calcio Caravaggese

Logo cũ của Calcio Caravaggese

Vào năm 2007, câu lạc bộ đã được sáp nhập với US Caravaggese, một đội của thị trấn Caravaggio thành lập công ty U.S. Calcio Caravaggese. Từ năm 2007 đến 2009, câu lạc bộ đã chơi các trận đấu trên sân nhà tại Nuovo Stadio Comunale ở thị trấn Caravaggio, nơi có sức chứa 2.000 người.
Ngay sau đó, câu lạc bộ, đứng thứ hai trong bảng B mùa giải 2006-07 Serie D với tên USO Calcio, đã được nhận vào Serie C2 cho mùa giải 2007-08 để lấp chỗ trống do đội chiến thắng giải đấu Tempio tạo ra.
Câu lạc bộ ngay lập tức xuống hạng Serie D. Cũng trong mùa giải tiếp theo, nó lại xuống hạng, lần này là ở Eccellenza.

### Sự trở lại nguồn gốc
Vào mùa hè năm 2009, các đại diện của giám đốc điều hành của thành phố Caravaggio sau những bất đồng về đội ngũ quản lý, đã rời công ty để thành lập  đội ngũ của Caravaggio và vì vậy, Calcio Caravaggese của Hoa Kỳ đã đổi tên thành tên ban đầu của USO Calcio và vào mùa 2009-10 nó đã chơi trong nhóm Eccellenza Lombardy C.

### Sáp nhập với Rudianese
Vào mùa hè năm 2010, câu lạc bộ đã gia nhập lực lượng với ACD Rudianese và ASD Urago DỉOglio thành lập USD Calcio Rudianese, nhưng vẫn giữ danh hiệu Eccellenza trong một năm, cho đến mùa hè năm 2011 khi việc sáp nhập trở thành chính thức.

## Màu sắc và huy hiệu
Màu của nó là trắng và đỏ sẫm.

## Danh hiệu
- liên_kết= Coppa Italia Dilettanti 
  - Vô địch (1): 2004